# (37137) 2000 VK33
2000 VK33 (asteroide 37137) é um asteroide da cintura principal. Possui uma excentricidade de 0.13603050 e uma inclinação de 3.63009º.
Este asteroide foi descoberto no dia 1 de novembro de 2000 por LINEAR em Socorro.